# Juan Pablo Ángel Arango
Juan Pablo Ángel Arango (Medellín, 24 d'octubre, 1975) és un futbolista colombià que juga de davanter.

## Trajectòria
Ángel començà a jugar a l'Atlético Nacional de la seva ciutat natal. Fou venut al River Plate argentí, on ocupà la plaça que havia deixat Hernán Crespo.
L'any 2001 fou traspassat a l'Aston Villa per £9.5 milions, on esdevingué un important golejador. Jugà al club de Birmingham fins al 2007 després d'haver marcat 66 gols en 205 partits. Des d'aquest any juga al New York Red Bulls de la MLS on ha esdevingut un jugador destacat.

## Palmarès
| Temporada | Equip             | Títol               |
| --------- | ----------------- | ------------------- |
| 1994      | Atlético Nacional | Lliga colombiana    |
| 1995      | Atlético Nacional | Copa Interamericana |
| 1997-98   | River Plate       | Clausura 1998       |
| 1998-99   | River Plate       | Apertura 1999       |
| 1999-00   | River Plate       | Clausura 1999       |